# Bernhard A. Böhmer

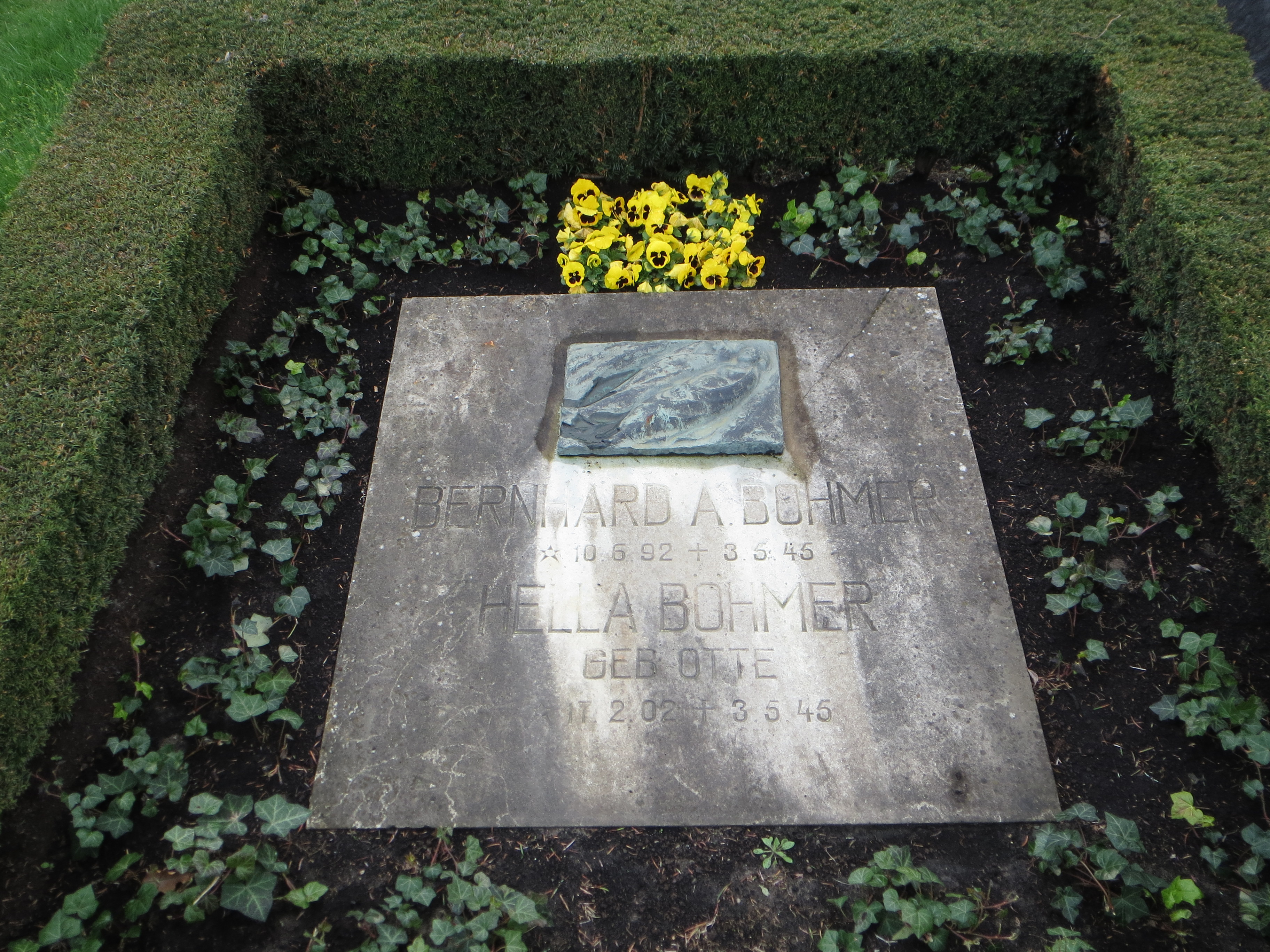
Grab Bernhard A. und Hella Böhmer auf dem Güstrower Friedhof mit einem Relief Ernst Barlachs

Bernhard A. Böhmer, auch Boehmer, laut Taufurkunde: Bernard Aloysius Böhmer (* 10. Juni 1892 in Ahlen; † 3. Mai 1945 in Güstrow) war ein deutscher Bildhauer, Maler, Barlach-Freund und -Vertrauter und Kunsthändler zahlloser Kunstwerke der von den NS-Behörden zur Vernichtung vorgesehenen „Entarteten Kunst“.

## Leben und Wirken
Bernhard A. Böhmer war ein Sohn und jüngstes von fünf Kindern des Rechnungsrates Hubert Böhmer (1854–1926) und dessen Ehefrau Gertrud, geb. Kirchesch (1854–1940).
Böhmer wuchs in einer kunstsinnigen Familie auf. Bereits als Zehnjähriger wurde er in der Zeitschrift Die Woche als „Wunderkind der Malerei“ porträtiert. Nach dem Abschluss seiner Schulzeit absolvierte er die Handwerker- und Kunstgewerbeschule Bielefeld. Hier begegnete er der Mitschülerin und späteren Bildhauerin Marga Graeber aus Stolberg (Harz), die er 1917 heiratete. Nachdem sie anfänglich in Krefeld und danach in anderen Orten als Bildhauer lebten, ließen sie sich 1924 im mecklenburgischen Güstrow nieder, wo sie ein großes Ufergrundstück mit Landhaus erwarben. Bald begegneten sie Ernst Barlach und nahmen ihn in ihrem Haus auf. Barlach machte Böhmer nach dem Tode seines Freundes und Betreuers Cassirer zu seinem Sekretär und übertrug ihm die Vermarktung seiner Werke.
Die Ehe mit Marga Böhmer, welche schon seit 1924 vertraut-freundschaftliche Kontakte zu Ernst Barlach gepflegt hatte und später dessen Lebensgefährtin war, wurde 1927 geschieden. Aus seiner 1931 geschlossenen zweiten Ehe mit der Rostocker Fabrikantentochter Hella Otte (1905–1945) ging als einziges Kind der Sohn Peter (Bernhard) Böhmer (1932–2007) hervor. Ostern 1933 bezogen die Böhmers eine Wohnung in Barlachs neuem Atelierhaus. Nach Barlachs Tod 1938 führte er die Geschäfte der Barlachschen Nachlass-Kommission.
Nach der Machtübertragung durch die Nationalsozialisten gelang Böhmer der Aufstieg zu einem der führenden Kunsthändler im nationalsozialistischen Deutschland. Er pflegte Kontakte zu ranghohen Nationalsozialisten wie Joseph Goebbels und Hans Hinkel und zählte zu den wenigen „Verwertern“ von nationalsozialistischer Raubkunst, insbesondere von Werken der so genannten „entarteten Kunst“, die im Auftrag von Joseph Goebbels’ Reichsministerium für Volksaufklärung und Propaganda beschlagnahmt worden waren und die Böhmer mit großem (auch persönlichem) Gewinn ins Ausland verkaufte oder verschacherte. Die in London überlieferte sogenannte Harry-Fischer-Liste der zur „Verwertung vorgesehenen Kunstwerke“ enthält mit dem Vermerk „B“ alle jene Werke, die Böhmer beiseite gebracht und in seinem Haus in Güstrow zwischengelagert hatte.
Seine geschickte Verkaufsstrategie machte Böhmer zum Millionär. Mit den eingenommenen Devisen und seinen exzellenten, oft persönlichen Beziehungen im nationalsozialistischen Kunstbetrieb konnte sich Böhmer auch für beschlagnahmte Arbeiten Barlachs einsetzen, sie aus der Schusslinie bringen und so für die Nachwelt erhalten. Diese Ambivalenz in Böhmers Handeln dokumentiert sich bis heute in sehr weit auseinander gehenden Beurteilungen seines Lebens und Wirkens. Die einen sehen in ihm einen skrupellosen Profiteur des Hitler-Staates, die anderen den Retter zahlreicher Kunstwerke.
Am Abend des 3. Mai 1945, beim Einrücken der sowjetischen Armee, suchte Böhmer mit seiner zweiten Ehefrau Hella den gemeinschaftlich organisierten Freitod, wobei der 12-jährige Sohn nur durch einen Zufall dem Mordversuch durch die Eltern entging. Böhmer und seine Frau fanden ihre letzte Ruhe auf dem Friedhof Güstrow, wo ihre Gräber bis heute erhalten sind. Die Vormundschaft des Sohnes erhielt dessen Tante Wilma Zelck, geb. Otte (1912–1962).

## Sammlung
Das Atelierhaus in Güstrow wurde 1945 von der Sowjetarmee beschlagnahmt. Im Zuge der Auflösung des Güstrower Haushalts gelangten auch unzählige Kunstwerke aus dem Nachlass zu Böhmers Erben in Rostock. Dort wurde der Böhmer-Nachlass durch die Deutsche Zentralstelle für Volksbildung sichergestellt und 1947 Teile davon (34 Gemälde, 9 Plastiken, rund 1000 Grafiken) an das Museum der Stadt Rostock übergeben und in der Folgezeit an die rechtmäßigen Eigentümer zurückgegeben.
Die bei den Erben verbliebenen Werke nahmen ab 1948 über West-Berlin den Weg in die Westzonen, wo Peter Böhmer sich in Hamburg niedergelassen hatte, bzw. ins westliche Ausland. Assistiert von dem Kunsthändler Albert Friedrich Daberkow (1912–1962) verkaufte Wilma Zelck davon einen Teil.
Die im Kulturhistorischen Museum Rostock verwahrten 613 Werke aus dem Böhmer-Nachlass (27 Gemälde, 6 Plastiken, 23 Aquarelle, 20 Zeichnungen, 537 Druckgrafiken) bilden heute das umfangreichste Konvolut ehemals beschlagnahmter „entarteter“ Kunst in Museumsbesitz. Nach einer entsprechenden rechtlichen Entscheidung gehören sie seit 2009 dem Museum.
Mitte Oktober 2016 wurden bei Abrissarbeiten eines dem Wohnhaus der Familie Böhmer benachbarten Gebäude zahlreiche Dokumente gefunden. Vermutlich werden die Briefe und Dokumente aus dem Besitz Böhmers und dem Kunsthändler Hildebrand Gurlitt weiteren Aufschluss über die Funktion Böhmers beim Verkauf der von den Nationalsozialisten als „entartet“ diffamierten Kunstwerke geben.

## Schriften
- Barlach im Gespräch. Mitgeteilt von Friedrich Schult. (Im Auftr. v. Bernhard A. Böhmer gedr.) (Güstrow), (1939), 2. Auflage 1940